# 足蛋白
足蛋白（podocin）即腎臟的組成腎元之腎小體內的鮑氏囊上之足細胞裂隙隔膜(slit diaphragm)的蛋白質成分。腎小球毛細血管內皮細胞，腎小球基底膜及裂隙隔膜充當的腎小球濾過屏障。足蛋白基因NPHS2的突變能引起腎病症候群(NS)，如局灶節段性腎小球硬化症(FSGS)或微小病變(MCD)。